# Iris Draco
L’iris Draco est une variété d'iris hybride. (Parents : 'Calamite' × 'Storm Center').
- Catégorie : Grand Iris de Jardin (TB).
- Création : L. Anfosso (1988).
- Description : Iris violet noir profond, velouté et au parfum capiteux ; vigoureux et prolifique.
- Floraison : moyen tardif.
- no  d'enregistrement : R 88-45.
- Taille : 85 cm.